# Иоанн Зонара
Иоа́нн Зонара́ (греч. Ἰωάννης Ζωναρᾶς) (ум. после 1159) — византийский историк XII века, монах-богослов, толкователь Канонов Православной Церкви, автор известной хроники.
Занимал должности начальника императорской стражи (великий друнгарий виллы) и первого секретаря императорской канцелярии (протасикрит), затем после смерти жены и детей принял монашество и поселился в монастыре Св. Гликерии на острове в Мраморном море. Его кончина датируется первыми годами правления византийского императора Мануила Комнина (1143—1180 гг.)

## Хроника
Написал всемирную историю (греч. Ἐπιτομὴ ἱστοριῶν, букв. «сокращение историй») в 18 книгах от сотворения мира до вступления на престол императора Иоанна Комнина (1118 г.).
В первых 6 книгах содержится описание библейской истории, в следующих 6 — римской, в остальных излагаются события византийской истории.
Весьма объемный труд Зонары занимает в византийской исторической литературе особое место по полноте сообщаемых сведений, по умелому использованию источников. Значение первоисточника хроника Зонары имеет, по-видимому, только для царствования Алексея Комнина (1080—1118 гг.). Другие части представляют ценность тем, что использовали утраченные греко-римские источники. Особенно важны в этом отношении книги хроники по римской истории, которые фрагментарно сохранили примерное содержание 1-21 и 44-80 книг Диона Кассия (от которого до нас дошли в полном виде только кн. 37-54).
Сочинение Зонары пользовалось большой известностью в средние века: сохранилось 44 греческих манускрипта, его переводили на славянские языки (сербский и русский), из него черпали материал позднейшие византийские хронисты и русские летописцы. В эпоху Возрождения хроника Зонары была переведена на французский, итальянский и латинский языки.
Славянский перевод Х. Зонары был осуществлен в Болгарии — по предположению П. О. Потапова, около 1170 г.
Издания хроники:
- И. Вольфа (Ioannis Zonarae … compendium historiarum. Basilea, 1557),
- Ш. Дюканжа (Ioannis Zonarae monachi magni antea vigilum praefecti et primi a secretis Annales. Paris, 1686—1687), перепечатано в Венецианском корпусе (1729) и у Миня (PG. T. 134—135. Paris, 1864),
- Л. Диндорфа (Ioannis Zonarae Epitome historiarum. Leipzig, 1868—1875. 6 t.)
- Т. Бюттнер-Вобста (Ioannis Zonarae Epitomae historiarum libri XIII—XVIII. Bonn, 1897).

## Другие труды
Кроме хроники, под именем Зонары сохранились письма, комментарии, жития святых, гимн, толкования к стихотворениям Григория Назианзина, трактат об именах κανών, είρμός, τροπάριον, φδή и т. п. Тождество личности автора этих сочинений с личностью хрониста неопровержимо не доказано, но представляется весьма вероятным.
В то же время изданный Титманом под его именем словарь («Johannis Zonarae Lexicon», Лпц., 1808), ему не принадлежит.
Зонара, вместе с Аристином и Вальсамоном — один из тех комментаторов канонического права, толкования которых приобрели в церковной практике такой авторитет, что сами стали источником права. Комментарий Зонары относится к синтагме номоканона из XIV титулов, то есть к той его части, которая содержит в себе канонические постановления, причём последние излагаются не в хронологическом порядке, а в порядке относительной их важности: сначала идут каноны вселенских соборов, к которым причисляются и соборы IX века, затем постановления поместных соборов, а за последними правила святых отцов.
Такое расположение материала было в ходу ещё задолго до патриарха Фотия (IX век). В своём комментарии Зонара сообщает довольно подробные исторические сведения о соборах и о порядке древнецерковной жизни, сопоставляет комментируемое правило с другими, касающимися того же предмета, пользуется книгами святого Писания и творениями отцов церкви, иногда ссылается на императорские законы.
Основные принципы, которыми руководствовался Зонара, согласуя разноречивые правила или отдавая одному из них предпочтение перед другим, могут быть сведены к следующим принципам:
1. позднейшим правилом отменяется изданное раньше;
2. апостольское правило имеет преимущество перед соборным;
3. соборное правило — перед несоборным;
4. правило вселенского собора — перед правилом собора невселенского.

Толкования, данные Зонарой, во многих случаях буквально воспроизводятся Вальсамоном. Комментарий Зонары впервые был издан Иоанном Квинтином (П., 1558) в латинском переводе; полный подлинный текст, вместе с латинским переводом, напечатан в Париже в 1618; затем толкования Зонара издавались как на греческом, так и на русском языках, вместе с комментариями Вальсамона.
По имени Зонара болгары с XIII века называли Кормчую книгу Зонарой (в древнерусских памятниках — также Зинар).

## Сочинения
- Ioannis Zonarae Epitome Historiarum / Ed. L. Dindorfi. Vol. 1. Lipsiae, 1868. (Книги I—V)
- Ioannis Zonarae Epitome Historiarum / Ed. L. Dindorfi. Vol. 2. Lipsiae, 1869. (Книги VI—X)
- Ioannis Zonarae Epitome Historiarum / Ed. L. Dindorfi. Vol. 3. Lipsiae, 1870. (Книги XI—XV)
- Ioannis Zonarae Epitome Historiarum / Ed. L. Dindorfi. Vol. 4. Lipsiae, 1871. (Книги XVI—XVIII)
- Ioannis Zonarae Epitome Historiarum / Ed. L. Dindorfi. Vol. 5. Lipsiae, 1874.
- Ioannis Zonarae Epitome Historiarum / Ed. L. Dindorfi. Vol. 6. Lipsiae, 1875.
- Книга «Зонар».

### Издания текстов в русском переводе
- Паралипомен Зонарин / Предисл.: О. Бодянский. М., 1847.
- Правила ап. с толк.; Правила ВС с толк.; Правила ПС с толк.; Заозерский Н. А. [Предисловие к толкованию канонов] // Богословский вестник. 1893. Т. 2. № 6. С. 577. Примеч. 1;
- Трактат Иоанна Зонары о недопустимости брака двух троюродных братьев с одной женщиной / Вступ. ст., пер. с греч. и коммент.: А. Г. Бондач // Вестник ПСТГУ. Сер. 1: Богословие. Философия. 2007. Вып. 17. С. 45-64.